# William Gillock
William Gillock (* 1917 in Missouri; † 1993 in New Orleans) war ein US-amerikanischer Musiker.
Gillock wuchs in LaRussell auf und studierte Musik und Philosophie.
Er schrieb vorwiegend kurze klavierpädagogische Stücke.